# Gaetano Reina
Gaetano Reina (italiană: [gaeˈtaːno reˈiːna]; n. 27 septembrie 1889, Corleone, Sicilia, Regatul Italiei – d. 26 februarie 1930, New York City, New York, SUA) a fost un gangster italoamerican. Acesta a fost unul dintre primii șefi ai mafiei americane, fondatorul viitoarei familii Lucchese din New York City. A condus afacerile familiei până la asasinarea sa din 26 februarie 1930 la ordinele lui Joe Masseria.

## Biografie
Reina s-a născut pe 27 septembrie 1889 în Corleone, Sicilia, fiul cuplului format din Giacomo Reina și Carmela Rumore. La începutul anilor 1900, familia Reina s-a mutat în New York și s-a stabilit pe strada 107 din East Harlem⁠(d). Acolo, Reina și fratele său Antonio au început să desfășoare operațiuni împreună cu membrii familiei Morello⁠(d). În iulie 1913, sora Reinei Bernarda s-a căsătorit cugangsterul Vincenzo Terranova⁠(d).
Acesta s-a căsătorit cu Angelina Olivera, iar cuplul a avut nouă copii: Giacomo (care a devenit membru al familiei Lucchese), Henry, Sam, John, Bernard, Anna, Carmela "Mildred" Valachi (care s-a căsătorit cu Joe Valachi⁠(d) în 1932), Rose Bongrieco și Lucy Sterling. Familia locuia într-o casă de pe bulevardul Rochambeau din Norwood⁠(d), cartierul Bronx.
În noiembrie 1914, un bogat negustor de păsări, Barnet Baff⁠(d), a fost ucis de niște bandiți sicilieni angajați de un grup de competitori evrei. Ancheta a stagnat timp de ani de zile, devenind la un moment dat cel mai cunoscut caz de crimă din istoria New York-ului. S-a speculat că Reina și Jack Dragna⁠(d) ar fi fost asasinii, însă s-a dovedit într-un final că zvonul era fals.

### Boss
Reina a fost o perioadă îndelungată căpitan în familia Morello, fiind responsabilă de activitățile soldaților și de operațiunile desfășurate în cadrul organizației Morello. După ce haosul a cuprins familia Morello în anii 1910, Reina, Salvatore D'Aquila⁠(d) și Joe Masseria și-au înființat propriile familii. Așadar, până în 1920, acesta a fost don al familiei sale și a coordonat operațiunile criminale din Bronx și zone ale East Harlem. În Bronx, aceștia controlau distribuirea de gheață⁠(d).Subșeful lui Reina era Tommy Gagliano, un fost membru al găștii lui Morello.
Spre sfârșitul anilor 1920, Reina a format o alianță cu Masseria care preluase în organizația sa ultimii membri ai familiei Morello. În 1925, Salvatore Maranzano a sosit la New York și a preluat familia Castellammare care opera din Williamsburg, Brooklyn⁠(d). Reina a decis să rupă relațiile cu Masseria și a început să-l susțină pe Maranzano. Când a aflat că a fost trădat, Masseria i-a ordonat lui Charles „Lucky” Luciano să-l ucidă pe Reina.

## Asasinarea
În seara zilei de 26 februarie 1930, Reina a părăsit apartamentul amantei sale Marie Ennis de pe bulevardul Sheridan din cartierul Claremont, Bronx. (alte surse susțin că a părăsit apartamentul mătușii sale imediat după cină) când a căzut într-o ambuscadă (unii îl suspectează pe Vito Genovese  în timp ce alții îl suspectează pe Joseph Pinzolo). Reina a fost împușcat în cap cu un shotgun⁠(d) și a fost ucis pe loc. Asasinii au lăsat arma sub o mașină parcată și au fugit de la fața locului. Pe corpul său, poliția a găsit o armă⁠(d) și 804 de dolari. Asasinarea lui Reina a pornit războiul Castellammaresedintre Masseria și Maranzano.